# 2017年耶路撒冷卡車襲擊事件
2017年耶路撒冷卡車襲擊事件，是指發生在以色列當地時間2017年1月8日的一起車輛衝撞攻擊事件，發生在东耶路撒冷南部的一處以色列定居点附近。

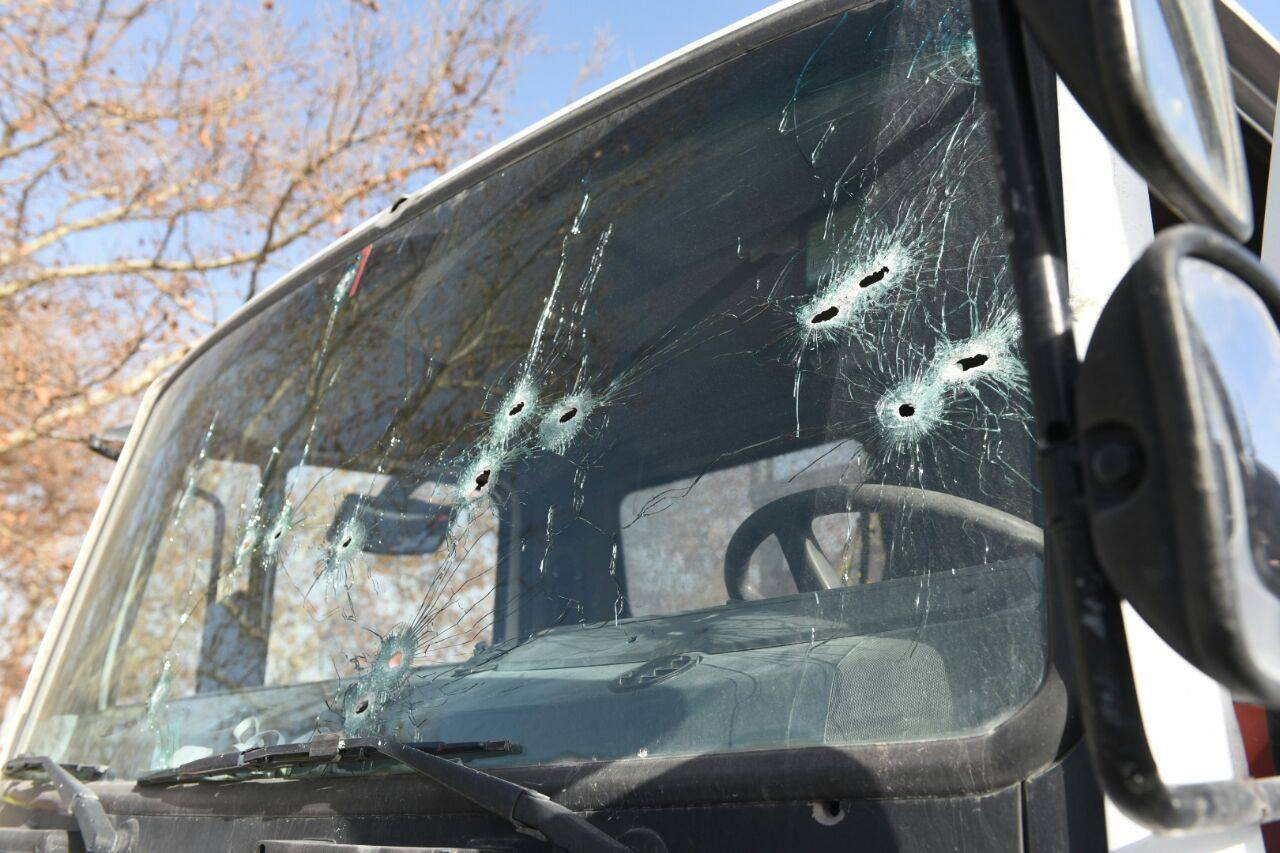
被槍擊的卡車

下午時分，一輛搭載以色列士兵至該處觀光的巴士抵達。乘客下車後，立即遭到28歲司機駕駛的白色卡車以高速衝撞。司機倒車再輾第二次前被其他軍人開槍擊斃。此次事件造成4人死亡與15人受傷。
總理内塔尼亚胡稱，由種種跡象研判，該名卡車司機是伊斯蘭國的支持者，不過有人批評當下就如此結論過於草率。此次攻擊係由巴勒斯坦的一個極端組織所發動。聯合國與歐盟都對此表示譴責。